# Chthamalus williamsi
Chthamalus williamsi is een zeepokkensoort uit de familie van de Chthamalidae. De wetenschappelijke naam van de soort werd voor het eerst geldig gepubliceerd in 1039507 door Chan en Cheang.